# Vlag van Anjum

Vlag van Anjum

De vlag van Anjum is de dorpsvlag van het Nederlandse dorp Anjum, in de Friese gemeente Noardeast-Fryslân. De vlag werd in 1988 geregistreerd.
De dorpsvlaggen van 28 dorpen in Dongeradeel werden op 28 januari 1988 goedgekeurd door de gemeenteraad van de vroegere gemeente Dongeradeel.

## Beschrijving
De beschrijving van de vlag is als volgt:
Vlucht schuin gedeeld; aan de broekzijde wit, met daarop de lisdodden-met-lint van het wapen; aan de vluchtzijde acht even grote banen van wit en blauw.
De kleuren zijn afkomstig van het dorpswapen.

## Symboliek

Kleurstelling: overgenomen van het wapen van Oostdongeradeel, de gemeente waar het dorp eertijds tot behoorde.
- Lisdodden: ontleend aan het wapen van de familie Van Holdinga die de plaatselijke Holdingastate bewoonde.[4]
- Blauwe en zilveren banen: afkomstig van het wapen van het geslacht Thoe Schwartzenberg en Hohenlansberg dat verwant raakte aan de Holdinga's.[4]